# انديبه
قرية انديبه أو منطقة انديبه هي إحدى التجمعات الزراعية التابعة لقضاء الشامية وتقع إلى الشمال الغربي من المدينة وتبعد حوالي 7 كم عن مركز القضاء

## الموقع الجغرافي
منطقة انديبه هي الحد الفاصل بين محافظتي القادسية والنجف الأشرف وتبعد عن مركز قضاء الشامية حوالي 7 كم ومثلها عن مركز قضاء أبو صخير

## الديموغرافيا
تقطن منطقة انديبه عشيرة العوابد بالدرجة الأساس مع وجود بعض البيوت لبعض العشائر الآخرى وتعود ملكية الأراضي الزراعية فيها غالباً إلى شيوخ عشيرة العوابد: قحطان آل ردام آل مرزوك وأخيه ساطع آل ردام آل مرزوك وشيوخ آخرين

## أهم المحاصيل الزراعية
بالدرجة الأولى يزرع رز العنبر أو الشلب باللهجة المحلية صيفاً والقمح (الحنطة) شتاءً وتعتمد هذه المنطقة على الري سيحاً عن طريق قنوات من شط الشامية وشط الكوفة